# Robin of the Wood
Robin of the Wood ist ein Computerspiel aus dem Jahr 1985, das vom britischen Softwareunternehmen Odin Computer Graphics programmiert und veröffentlicht wurde. Es basiert auf der Legende von Robin Hood.

## Handlung
Der Spieler schlüpft in die Rolle von Robin, Sohn des Aleric. Aleric war der Schutzherr des Silbernen Pfeils. Der Sheriff of Nottingham tötete Aleric und nahm den Pfeil an sich. Der Spieler hat nun die Aufgabe den Pfeil wiederzubeschaffen. Es ist der Tag des großen Bogenturniers, an dem es Robin gelingen muss, in die Burg des Sheriffs einzudringen. Zuvor muss er einem Ent drei Säcke mit Gold bringen, um im Gegenzug seinen Bogen, sein Schwert und drei magische Pfeile zu erhalten. Das Gold findet sich im Besitz des bösen Bischof von Peterborough, der von normannischen Bogenschützen bewacht wird.

## Spielprinzip
Der Spieler steuert den Helden durch ein Labyrinth, welches den Sherwood Forest, die Verliese des
Schlosses des Sheriffs von Nottingham und das Schloss selbst umfasst. Das Labyrinth wird dabei bildschirmweise dargestellt. Verlässt der Spieler eine Seite des Bildschirmes, welche nicht durch Bäume oder Mauern begrenzt ist, wechselt das Bild zu einem neuen Ort. Das Spiel besteht aus 330 dieser verschiedenen Schauplätze.
Auf seiner Suche begegnen dem Spieler verschiedene Gegner, denen es auszuweichen gilt oder die bekämpft werden müssen. Der Spieler kann verschiedene Gegenstände wie Extraleben, Pfeile oder Blumen aufsammeln. Die Blumen können 
den sporadisch auftauchenden Hexen gegeben werden, die den Spieler dann nicht ins Verlies schicken.